# Kurt Georg Kiesinger
Kurt Georg Kiesinger (født 6. april 1904 i Albstadt-Ebingen, Württemberg, død 9. marts 1988 i Tübingen-Bebenhausen) var en tysk politiker for CDU. Han var i perioden 1966–1969 Tysklands forbundskansler og var den første, der regerede i en såkaldt stor koalition mellem CDU og SPD. Tidligere havde han været ministerpræsident i perioden 1958–1966 i delstaten Baden-Württemberg.
Hans fortid som medlem af Hitlers nationalsocialistiske parti blev især kritiseret skarpt på venstrefløjen, og i 1968 blev han af samme grund overfaldet af den venstreorienterede journalist og politiker Beate Klarsfeld, der gav ham en lussing ved et møde i CDU.
På trods af de åbenlyst store forskelle mellem socialdemokraterne og de konservative blev hans embedsperiode forholdsvis succesfuld, og han præsterede at opnå nogle af de højeste popularitetstal for tyske forbundskanslere overhovedet.[kilde mangler]